# Carrère
Carrère ist eine französische Gemeinde mit 217 Einwohnern (Stand 1. Januar 2022) im Département Pyrénées-Atlantiques in der Region Nouvelle-Aquitaine (vor 2016: Aquitanien). Die Gemeinde gehört zum Arrondissement Pau und zum Kanton Terres des Luys et Coteaux du Vic-Bilh (bis 2015: Kanton Thèze).
Der Name in der gascognischen Sprache lautet Carrèra.

## Geographie
Carrère liegt ca. 30 km nördlich von Pau auf einem Höhenzug oberhalb des Gabas am nordöstlichen Rand des Départements in der historischen Provinz Béarn.
Umgeben wird der Ort von den Nachbargemeinden:
|                  | Claracq                                     |         |
| Miossens-Lanusse | Kompassrose, die auf Nachbargemeinden zeigt | Mouhous |
|                  | Sévignacq                                   |         |

Carrère liegt im Einzugsgebiet des Flusses Adour. Einer seiner Zuflüsse, der Gabas, markiert die westliche Gemeindegrenze zu Miossens-Lanusse. Ein Nebenfluss des Lées, der Gabassot, hier auch Ruisseau la Palu genannt, durchströmt das Gebiet der Gemeinde.

## Geschichte
Seit der Antike wird das Gebiet der heutigen Gemeinde von einer Römerstraße durchquert, wie Funde von Scherben belegen. Im Mittelalter war Carrère vom Baronat von Miossens, einem der zehn großen Baronate des Béarn, abhängig. Das Dorf entwickelte sich vom 11. Jahrhundert an rund um die Burg.
Laut Pierre de Marcas Buch Histoire de Béarn wird im 12. Jahrhundert ein „Ramon de Carrere“ erwähnt.
Auf der Karte von Cassini 1750 ist Carrère als Carrere eingetragen. Während der Französischen Revolution 1793 wird die Gemeinde ebenfalls noch als Carrere geführt, während des Französischen Konsulats acht Jahre später als Carrere und schließlich Carrère.

### Einwohnerentwicklung
Nach einem Höchststand von über 350 Einwohnern in der Mitte des 19. Jahrhunderts ist die Einwohnerzahl bei kurzen Phasen von Stabilisierungen bis zum Ende der 1960er Jahre um insgesamt über 60 % auf einen bisherigen Tiefststand von 140 Einwohnern zurückgegangen. Seitdem hat sich die Zahl der Bewohner stabilisiert und steigt wieder an.
| Jahr      | 1962 | 1968 | 1975 | 1982 | 1990 | 1999 | 2006 | 2009 | 2022 |
| --------- | ---- | ---- | ---- | ---- | ---- | ---- | ---- | ---- | ---- |
| Einwohner | 145  | 140  | 143  | 148  | 167  | 169  | 168  | 188  | 217  |

## Sehenswürdigkeiten
- Ortskirche, gewidmet Johannes dem Täufer. Sie ist 1725 errichtet worden, wie der Schlussstein über der südlich gelegenen Eingangstür belegt. Der Glockenturm ist 1882 wieder aufgebaut worden. Das Langhaus weist ein Haupt- und ein Seitenschiff aus, welches aus der Zeit nach 1834 stammt. Viele Ausstattungsgegenstände der Kirche stammen aus dem 17. bis 19. Jahrhunderts und sind als nationale Kulturgüter registriert.[8][9]

- Befestigungsanlage, genannt „Haus Broca“. In der Gemeinde lassen sich Reste einer Befestigungsanlage aus dem 11. Jahrhundert mit zwei Motten erkennen. Eine der beiden Erdhügeln mit einer Höhe von sechs Metern und einem Graben von vier bis fünf Metern Länge ist heute noch sichtbar. Die andere Motte ist seit einer Erweiterung des Friedhofs verschwunden.[10]

## Wirtschaft und Infrastruktur
Die Wirtschaft der Gemeinde wird in erster Linie von der Landwirtschaft bestimmt.

### Schule
Die Gemeinde verfügt über eine öffentliche Grundschule mit siebzehn Kindern im Schuljahr 2016/2017.

### Verkehr
Die Gemeinde ist angeschlossen an die Routes départementales 42 und 327.